# الغالبية
الغالبية وهي محلة تتبع مدينة الخالص وتقع في محافظة ديالى شرق العراق.
يتوسط المحلة جسر يربط بين بعقوبة والخالص وهو على طريق بغداد-الخالص.